# ワニ分署
『ワニ分署』（ワニぶんしょ）は、篠原とおる原作・画の漫画作品およびそれを原作とした映画・オリジナルビデオ作品。
集英社「週刊プレイボーイ」誌に連載されていた。コミックスはPBコミックスのレーベルで全12巻。

## 映画

### 1979年版
『スーパーGUNレディ ワニ分署』のタイトルで、日活により映画化された。
日活が"10年ぶりに取り組む本格アクション"が謳い文句だった。

#### キャスト
- 火野三夏：横山エミー
- 加倉リン：ジャンボかおる
- 緒方哲夫：岸田森
- 戸田忠雄：内田裕也
- 山谷初男、高瀬将嗣、檀喧太、風間健、益富信孝、深見博、安岡力也、佐藤慶、今井健二、深水龍作、古尾谷雅人、遠藤征慈 ほか

#### スタッフ
- 監督：曽根中生
- 脚本：荒井晴彦、高田純、曽根中生
- 企画：奥村幸士
- プロデュース：三浦朗
- 音楽：松本健
- ガンアドバイザー：トビー門口
- カースタント：三石千尋

### 1995年版
『82（ワニ）分署』のタイトルで、ワニブックス、ビジョンスギモトによりリメイクされた。

#### キャスト
- 火野三夏：井上晴美
- 加倉リン：田山真美子
- アリサ：LiLiCo

清水宏次朗、ポール牧、片岡鶴太郎、螢雪次朗、中江真司、神威杏次、磯部弘 ほか

#### スタッフ
- 監督：後藤大輔
- 脚本：安井国穂、後藤大輔
- 企画・製作者：横内正昭、椙本英雄
- プロデューサー：山崎伸介、北條知子
- 音楽：村山竜二
- ガンアドバイザー：ブロンコ（斎藤四郎、会田文彦）
- 技斗：柴原孝典
- 車輌協力：オートラマ
- 録音・効果：中山隆匡（福島音響）
- 現像：東映化学
- ロケ協力：小山ゆうえんち

## Vシネマ版

### ワニ分署 Rebirth
（1996年8月、マクザム）
- 監督：桑原昌英
- 脚本：望月六郎、宮原氣、太田隆文
- 企画・製作者：横内正昭、椙本英雄
- 出演：原久美子、飯島みゆき、九十九一、エド山口、渡辺哲、梓陽子、松井満

### 新82分署
（1998年7月、アネック、グルーヴコーポレーション）
- 監督：小池要之助
- 脚本：小池要之助、及川中、金子弦二郎
- 出演：白鳥智恵子、栗林知美、松田ケイジ、清水ひとみ、ベンガル、古河聡、八木沼真由子